# Tillmanssche Formel
Die Tillmanssche Formel oder Tillmanssche Gleichung bzw. das Tillmanssches Gleichgewicht beschreibt den für die Qualität eines Wassers wichtigen Gehalt an gelöstem Kohlenstoffdioxid (CO2), der in der Wasserchemie von großer Bedeutung ist. Kalkhaltige Werkstoffe (Beton, Asbestzement usw.) werden bei überschüssigen CO2–Gehalten im Wasser korrodiert. Auf die Korrosionswahrscheinlichkeit von Werkstoffen, und dies betrifft besonders Werkstoffe aus Eisen, hat die überschüssige Kohlensäure dann Einfluss, wenn sogenannte aggressive Kohlensäure vorhanden ist. Gleichgewichtswässer mit einer Mindesthärte von 1,5 mmol/l neigen zur Bildung einer Kalk-Rostschutzschicht. Daher wird in Deutschland die überschüssige Kohlensäure nach der Trinkwasserverordnung durch Angabe einer maximalen Calcitlösekapazität am Ausgang Wasserwerk und bei Mischung verschiedener Wässer im Verteilungsnetz begrenzt. Der zulässige Gehalt an freier Kohlensäure ist abhängig vom Kalk-Kohlensäure-Gleichgewicht, das vom Carbonathärtegehalt des Wassers beeinflusst wird. Für die Berechnung der zugehörigen freien Kohlensäure in Wasser – Näheres hierzu unter Kohlensäure – wurde von dem Chemiker Josef Tillmans eine Formel entwickelt, in der auch die nach ihm benannte Tillmanssche Konstante eine Rolle spielt. Daneben gibt es das Tillmanssche Reagenz, was jedoch keinen Bezug zu der Gleichung hat.

## Formel
{\displaystyle \mathrm {m_{CO_{2}}={\frac {K_{2}}{K_{1}\cdot {\mathfrak {L}}}}\cdot \gamma _{1}^{2}\cdot \gamma _{2}\cdot (m_{HCO_{3}})^{2}\cdot m_{Ca}} }
Mit dieser Formel kann die zugehörige freie Kohlensäure für das System „Kohlenstoffdioxid-Calciumhydroxid-Wasser“ (CO2 – Ca(OH)2 – H2O) mit beliebigen Konzentrationen berechnet werden. Da natürliche Wässer fast immer weitere gelöste Salze enthalten, beeinflussen diese das System ebenfalls. Die genaue Berechnung wird dadurch schwieriger. Mit den zusätzlichen Elementen K1, K2 und {\displaystyle {\mathfrak {L}}} wird es möglich, das Gleichgewicht auch für diese Lösungen zu berechnen.
In der angegebenen Formel bedeuten:
- {\displaystyle \mathrm {m_{CO_{2}}} } = Konzentration der zu berechnenden zugehörigen freien Kohlensäure (CO2) in mol/kg

- {\displaystyle \mathrm {K_{1}} ={\frac {m_{H}\cdot \gamma _{H}\cdot m_{HCO_{3}}\cdot \gamma _{HCO_{3}}}{m_{CO_{2}}\cdot \gamma _{CO_{2}}}}}

- {\displaystyle \mathrm {K_{2}} ={\frac {m_{H}\cdot \gamma _{H}\cdot m_{HCO_{3}}\cdot \gamma _{CO_{2}}}{m_{HCO_{3}}\cdot \gamma _{HCO_{3}}}}}

- {\displaystyle {\mathfrak {L}}} = Korrekturfaktor, der den Einfluss von Temperatur und allen gelösten Salzen (als individuelle Aktivitätskoeffizienten der diversen Ionen) in der Flüssigkeit berücksichtigt. In der Literatur wird für 25 °C als Wert 4,8 · 109 mol/kg2 angegeben.

- {\displaystyle \mathrm {\gamma } _{1}^{2}} = Quadrat des Aktivitätskoeffizienten des Hydrogencarbonations (HCO3)

- {\displaystyle \mathrm {\gamma } _{2}} = Aktivitätskoeffizienten des Carbonations (CO3)

- {\displaystyle \mathrm {m_{HCO_{3}}^{2}} } = Quadrat der Konzentration der Hydrogencarbonate (HCO3) in mol/kg

- {\displaystyle \mathrm {m_{Ca}} } = Konzentration des Calciums in mol/kg

- Mit K1 und K2 werden sowohl die Konzentrationen der H3O- und der HCO3-Ionen, des CO2-Gases wie auch die Aktivitätskoeffizienten dieser gelösten Stoffe erfasst.

Eine genaue Berechnung für ein Gleichgewichtswasser ist trotz der komplexen Formel schwierig. Aus diesem Grund werden fast immer Tabellenwerte aus der Literatur für die sowohl von der Temperatur und dem pH-Wert wie auch von der Ionenkonzentration abhängigen K1, K2 und {\displaystyle {\mathfrak {L}}}-Werte verwendet. Die angeführten Werte sind je nach Verfasser unterschiedlich. In der Praxis der Wassertechnik werden deshalb genauere Daten für ein Gleichgewichtswasser Tabellen entnommen, die in fast jedem Buch zur Chemie der Wassertechnik angeführt werden.

## Kurzformel
In der Literatur wird statt der Originalformel meistens die nachfolgende verkürzte Formel angegeben:
{\displaystyle \mathrm {m_{CO_{2}}={\mathfrak {t}}\cdot (m_{HCO_{3}})^{2}\cdot m_{Ca}} }
Bei dieser Formel wird der erste rechte Teil der Formel 
{\displaystyle \mathrm {{\frac {K_{2}}{K_{1}\cdot {\mathfrak {L}}}}\cdot \gamma _{1}^{2}\cdot \gamma _{2}} } zur Tillmansschen Konstante „{\displaystyle {\mathfrak {t}}}“ zusammengefasst. Diese Konstante muss für genauere Berechnungen experimentell bestimmt werden.
Bereits von Tillmans wurde eine Abhängigkeit des Gleichgewichtes von der Temperatur bemerkt. Genaue Werte für die aggressive Kohlensäure können nur berechnet werden, wenn dieser Einfluss der Temperatur zusätzlich berücksichtigt wird. Nach umfangreichen experimentellen Überprüfungen von Chemikern aus der Fachgruppe Chemie der Gesellschaft Deutscher Chemiker und anderen wurde die Formel erweitert zu:
{\displaystyle \mathrm {m_{CO_{2}}={\frac {\mathfrak {t}}{f_{T}}}\cdot (m_{HCO_{3}})^{2}\cdot m_{Ca}} }
Mit diesem zusätzlichen Faktor fT wird der Einfluss der Temperatur weitgehend kompensiert.
Für eine Lösung nur mit Calcium und Kohlenstoffdioxid ohne weitere zusätzliche Salze ist die Berechnung etwas einfacher. Bei diesem System sind {\displaystyle \mathrm {\gamma } _{1}+\gamma _{2}}
gleich 1,0 und für die Tillmanssche Konstante bei 25 °C wird in der Literatur ein Wert von  2,7 · 10−4 mol/kg angegeben.
Der Wert für das Tillmanssche Gleichgewicht für das System „Calciumhydrogencarbonat und Kohlenstoffdioxid“ in reiner Form unterscheidet sich nicht von dem in Anwesenheit von Fremdionen. Die Einstellgeschwindigkeit bis zum Erreichen des Gleichgewichts ist jedoch in Anwesenheit von Mg2+ und/oder SO42− um Größenordnungen höher, weshalb zur Wasseraufbereitung bevorzugt Dolomit oder Magno statt Calciumcarbonat zur Abbindung der aggressiven Kohlensäure verwendet werden.